# Gerontius Glacier
Gerontius Glacier är en glaciär i Antarktis. Den ligger i Västantarktis. Argentina, Chile och Storbritannien gör anspråk på området. Gerontius Glacier ligger 1 935 meter över havet.
Terrängen runt Gerontius Glacier är bergig åt sydost, men åt nordväst är den kuperad.  Trakten är obefolkad. Det finns inga samhällen i närheten.